# Marquand (Missouri)
Pour les articles homonymes, voir Marquand.
Marquand est une ville du comté de Madison, dans le Missouri, aux États-Unis,. Située à l'est du comté, elle est fondée en 1869, baptisée en référence à Henry Gurdon Marquand (en), un homme d'affaires américain, et incorporée en 1967.

## Démographie
Lors du recensement de 2010, la ville comptait une population de 203 habitants. Elle est estimée, en 2016, à 208 habitants.

### Source de la traduction
- (en) Cet article est partiellement ou en totalité issu de l’article de Wikipédia en anglais intitulé « Marquand, Missouri » (voir la liste des auteurs).